# There You Go
«There You Go» (с англ. — «Вот видишь!») — дебютный сингл американской певицы Пинк из альбома Can't Take Me Home. Песня достигла пика на #7 в американском Billboard Hot 100, #2 в австралийском ARIA Singles Chart и #6 и UK singles chart.
Песня была написана Pink, Кевином «Шекспир» Бриггсом и Кэнди Беррасс. Она была также спродюсирована «Шекспиром». Песня об отношениях Pink, которые закончились, но бывший парень Pink вернулся.
Сингл был также большим хитом в Австралии, и был сертифицирован Платиновым с продажами более 70,000.

## Клип
В клипе бывший парень Pink звонит ей, чтобы пригласить покататься, она неохотно соглашается подцепить его. Pink запрыгивает на мотоцикл и едет прямо на автомобильную стоянку, оглядывая свои бывшие апартаменты и звонит ему по сотовому. Потом она разгоняется, выпрыгивает в последний момент и смотрит, как он летит над крышей и разбивается прямо в окно его квартиры, а потом загорается, и начинается пожар. Потом Pink прыгает в машину нового парня, и показывает средний палец своему бывшему, когда они уезжают.

## Список композиций и форматы
- CD Сингл

1. «There You Go» (Альбомная версия) — 3:26
2. «There You Go» (Hani Radio Edit) — 3:33
3. «There You Go» (Видеоверсия) — 3:47
4. «There You Go» (Клип)

- 12" Maxi-Single

1. «There You Go» (Альбомная Версия) — 3:26
2. «There You Go» (Hani Num Club) — 8:27
3. «There You Go» (Hani Radio Edit) — 3:33
4. «There You Go» (Hani MFF Mix) — 8:39
5. «There You Go» (Hani Mix Show Edit) — 5:32

## Чарты
| Чарт (2000)                                             | Наивысшая позиция |
| ------------------------------------------------------- | ----------------- |
| Australian ARIA Singles Chart                           | 2                 |
| Australian Airplay Chart                                | 1                 |
| Austrian Singles Chart                                  | 37                |
| Belgium Ultratop 50                                     | 22                |
| Dutch Top 40                                            | 8                 |
| Germany Singles Chart                                   | 65                |
| Irish Singles Chart                                     | 10                |
| New Zealand Singles Chart                               | 6                 |
| Swedish Singles Chart                                   | 26                |
| Swiss Singles Charts                                    | 37                |
| UK Singles Top 75                                       | 6                 |
| Американский Billboard Top 40 Tracks                    | 3                 |
| Американский Billboard Rhythmic Top 40                  | 4                 |
| Американский Billboard Hot 100                          | 7                 |
| Американский Billboard Hot Dance Music/Club Play        | 8                 |
| Американский Billboard Hot R&B/Hip-Hop Singles & Tracks | 15                |